# Ère chrétienne

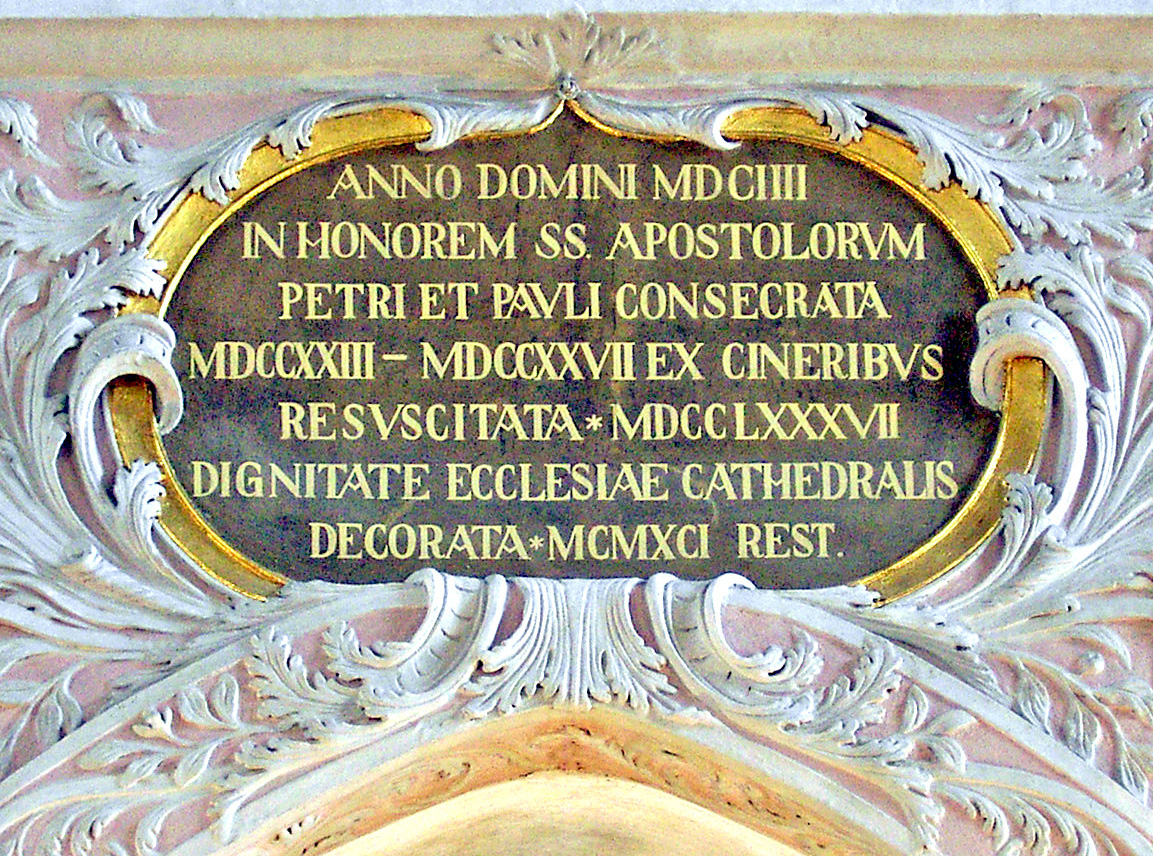
L'inscription Anno Domini dans la cathédrale de Klagenfurt.

L'ère chrétienne est une manière de compter les années à partir de la naissance de Jésus-Christ, telle qu'elle fut calculée au VIe siècle. Dans les textes latins du Moyen Âge, elle est signalée par les formules Anno Incarnationis, Anno ab incarnatione Domini, Anno Domini (en latin « en l'année de l'incarnation », « en l'année de l'incarnation du Seigneur », « en l'année du Seigneur », cette formule étant parfois abrégée en « AD »). Comme l'ère romaine, l'ère d'Espagne, l'ère musulmane ou le calendrier républicain, elle ne connaît pas d'année zéro et commence avec l'an 1.
Ce système de datation est compris — sinon adopté — par toutes les organisations mondiales. Il est parfois qualifié d'ère commune (abrégée elle aussi en EC).
Les années de cette ère sont parfois précisées comme étant « après Jésus-Christ » (en abrégé « apr. J.-C. »). Les années précédentes (ou « années négatives ») sont habituellement notées comme étant « avant Jésus-Christ » (en abrégé « av. J.-C. »).

## Datation
Cette datation a été calculée en se fondant sur le Liber de Paschate de Denys le Petit, publié vers 525 ; il avait été chargé par le chancelier papal Bonifacius de concevoir une méthode pour prévoir la date de Pâques selon la « Règle alexandrine ». Cette règle avait été transcrite dans des tables (dites latines) préparées vers 444 par un subordonné de l'évêque Cyrille d'Alexandrie. Ces tables couvraient des périodes de 95 ans (ou cinq cycles de 19 ans du Grec Méton) et dataient les années selon le calendrier dit de l'ère de Dioclétien, dont la première année est notre année 285. Le but était de mettre fin aux « querelles pascales » qui agitaient l'Église.

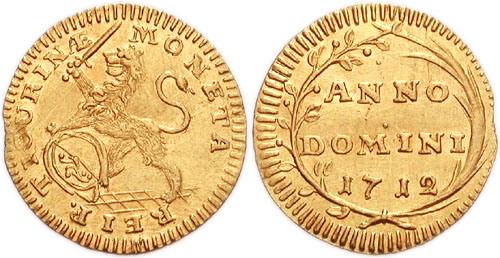
Quart de ducat de Zurich, en or, portant au revers la mention Anno Domini 1712.

Au IIe siècle, Justin de Naplouse et Irénée de Lyon plaçaient cette naissance lors de l'année du recensement de Quirinius, c'est-à-dire en l'an +6. Justin était très précis: « le Christ naquit il y a 150 ans sous Quirinius ». Au début du IIIe siècle, Clément d'Alexandrie faisait coïncider cette datation avec la 28e année suivant la prise d'Alexandrie par Auguste (an -2 du calendrier actuel). Tertullien et Jules l'Africain sont les premiers à proposer une date de naissance équivalente à celle adoptée au VIe siècle ; Hippolyte de Rome et l'historien Orose préfèrent retenir l'année 752 Ab Urbe Condita (an -2 du calendrier actuel). Eusèbe de Césarée parle de la 42e année d'Octave/Auguste (an -2 du calendrier actuel), mais il est aussi le premier à indiquer que Jésus serait né « au temps d'Hérode » (c'est-à-dire avant -4).
En 525, Denys ajouta un cycle de 95 ans à partir de l'année 247 de l'ère de Dioclétien, là où s’arrêtaient les tables alexandrines qu'il avait en sa possession (c'est-à-dire à partir de 285 + 247 = 532 de notre calendrier actuel). Mais il décida en même temps de modifier l'année du début du calendrier pour ne plus se référer au calendrier de Dioclétien, empereur qui avait persécuté les chrétiens. Il déclara donc que l'année où il réalisait ce complément aux tables d'Alexandrie était l'année 525 après l'Incarnation du Christ, qui devenait l'année de départ du nouveau calendrier. On ne sait de manière certaine s'il avait noté que l'année 532, à partir de laquelle il avait ajouté un cycle de 95 ans, correspondait au produit de 19 (cycle de Méton), par 4 (pour les années bissextiles), par 7 (pour les jours de la semaine), c'est-à-dire au cycle de 532 ans du calendrier alexandrin, cycle pour lequel Pâques tombe le même jour du même mois.
Denys le Petit prit comme jour de départ le 25 mars (jour de l'équinoxe de printemps dans le calendrier julien initial) de l'année 753 ab urbe condita, parce qu'elle offrait une coïncidence avec la nouvelle lune de printemps. En effet, cette année-là, qui correspond à l’an -1 du calendrier actuel, soit l'an 0 sur l'échelle des astronomes, la nouvelle lune de printemps se produisit le 24 mars à 11 h 28 TU. Les années proches n'offraient pas cette coïncidence.
Denys le Petit n'hésita donc pas à se servir d'une coïncidence astrale pour déterminer l'an 1. Son calendrier des dates de Pâques, approuvé par le pape Jean II en 533, servit à déterminer la nouvelle ère qui devait succéder à celle de Dioclétien. La naissance de Jésus s'en trouvant reportée au 25 décembre 753 (9 mois après l'Incarnation), l'an 1 de l'Anno Domini fut aligné sur l'année julienne 754 ab urbe condita, commençant le premier janvier (les années commençaient le 1er janvier à Rome depuis six siècles, aussi le ıve siècle, l'Annonciation, fête de l'Incarnation, était commémorée le 25 mars) qui tombe donc le jour de la circoncision du Christ, puisque les Juifs circoncisent les garçons une semaine après leur naissance. Le calendrier de Denys ne fut cependant pas adopté immédiatement et on continua, même à Rome, à utiliser le calendrier de Dioclétien (Anno Diocletiani) jusqu'au VIIIe siècle.

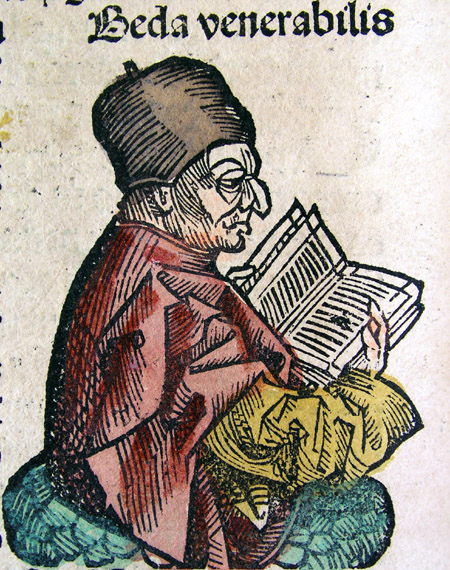
Bède le Vénérable, illustration de La Chronique de Nuremberg.

En France, elle est utilisée à partir du VIIIe siècle. À cette époque, Bède le Vénérable avait introduit son usage dans le monde anglo-saxon et à cause de la grande renommée de Bède, il se répandit dans tout l'Occident chrétien. Cette référence est cependant longtemps en concurrence avec d’autres. 
Les francophones parlent d’années « avant Jésus-Christ » (« av. J.-C. » en abrégé). Il a existé aussi une forme longue, « av. NSJC », avant Notre-Seigneur Jésus-Christ.
Les Anglo-Saxons disent « B.C. » (Before Christ) ou « B.C.E. » (Before Christian Era ou Before Common Era) pour les années qui précèdent l'Anno Domini.
Le calendrier grégorien est employé par la majeure partie du monde, qui utilise de fait une datation faisant référence au christianisme.

## Validité historique
L'ère chrétienne basée sur le calendrier de Denys le Petit offrait donc deux ans de retard sur les repères chronologiques de l'Évangile de Luc et les correspondances proposées par les historiens de l'Antiquité. Il y avait plus de quatre ans de retard sur les repères de l'Évangile de Matthieu, selon qui Jésus serait né au moins deux ans avant la mort d'Hérode le Grand en 4 av. J.-C., si on considère le récit du « massacre des Innocents ».

Les repères donnés par Saint Luc ont pu être étudiés en fonction des sources de l'Histoire romaine, notamment ces premiers versets du second chapitre :
« En ce temps-là parut un édit de César Auguste, ordonnant un recensement de « toute la terre » (tout l'Empire romain). Ce premier recensement eut lieu pendant que Quirinius était gouverneur de Syrie. Tous allaient se faire inscrire, chacun dans sa ville. Joseph aussi monta de la Galilée, de la ville de Nazareth, pour se rendre en Judée, dans la ville de David, appelée Bethléem parce qu’il était de la maison et de la famille de David, afin de se faire inscrire avec Marie, sa fiancée, qui était enceinte. »
Une autre traduction, constatant l’absence d’article dans le texte grec, propose de comprendre : « Quand Quirinius devint gouverneur de Syrie, ce recensement devint le premier ». La lecture offerte par le Codex Bezæ ne présente pas de difficulté grammaticale et correspond à une tournure du grec classique : « Cet enregistrement s’avéra être le premier, Quirinius étant gouverneur de Syrie ». Cependant le recensement effectué par Publius Sulpicius Quirinius eut lieu en 6 de notre ère, comme le précise l'historien Flavius Josèphe.
Outre l'incohérence chronologique, le texte de l'évangéliste soulève plusieurs autres problèmes historiques et l'identification de ce recensement reste problématique ; l'historien Fergus Millar considère même que l'usage fait par l'évangéliste du cens de Quirinius pour expliquer la naissance de Jésus à Bethléem est « totalement trompeur et anhistorique ». En effet, non seulement l'Empire n'a jamais connu de recensement général mis à part pour les citoyens romains, mais quand bien même un recensement local aurait été ordonné pour la province romaine de Syrie, il n'y a pas de raison que des sujets de l'État client d'Hérode Antipas, où réside la famille de Jésus, soient concernés. Ainsi la plupart des historiens considèrent le récit du recensement de Quirinius en Luc 2 comme historiquement invraisemblable.

## Année zéro
Il n'existe pas d'an 0 dans l'ère chrétienne (Anno Domini). En effet, l’usage du nombre 0 en Europe est postérieur à la création de l’ère chrétienne et, surtout, la numérotation des années, des siècles et des millénaires n'est pas cardinale comme celle des âges de la vie, mais ordinale : l'an 1 est la première année du calendrier alors que l'on est âgé d'un an à la fin de la première année de son existence. On passe donc directement de l’an 1 av. J.-C. à l’an 1 ap. J.-C. Ainsi 1er janvier 1 marque le début de la première année, de la première décennie, du premier siècle, du premier millénaire de l'ère chrétienne, qui finissent respectivement le 31 décembre 1, le 31 décembre 10, le 31 décembre 100, le 31 décembre 1000. Ainsi, le XXe siècle et le IIe millénaire se sont achevés le 31 décembre 2000 ; le IIIe millénaire et le XXIe siècle ont commencé le 1er janvier 2001.
Ce qui peut paraître une bizarrerie devient un casse-tête en italien, où les siècles sont exprimés par les centaines d’années après élision des milliers, et uniquement à compter du XIIIe siècle : « il '200 » ou « il duecento » ne désigne ni les années 201 à 300, ni le douzième siècle, mais est synonyme de « il tredicesimo secolo », soit le XIIIe siècle (années 1201 à 1300). Le quattrocento correspond donc au  XVe siècle.
Cependant, pour simplifier les calculs d’éphémérides, les astronomes modernes définissent une année 0 qui correspond à l’année -1 des historiens, notée an 1 av. J.-C. L’an -1 des astronomes correspondant à l’an 2 av. J.-C. des historiens, et ainsi de suite.
À noter que le calendrier révolutionnaire français, bien après l'invention du zéro, commence lui aussi directement à l'année 1. Cela vient du fait que les calendriers sont considérés comme un système de comptage, qui commence donc à 1, au lieu d'un système de mesure, qui commencerait à 0. Si les millénaires, les siècles, les années, les mois et les jours sont comptés (temps présent), d'autres systèmes (l'âge, les heures, les secondes) utilisent la mesure (c'est-à-dire le temps passé : notre première année de vie, la première heure d'un événement, la minute n°1 ne sont décomptées que lorsqu'elles se terminent).

## Noël ou le jour de l'an? Ou le «jour J» du début du calendrier

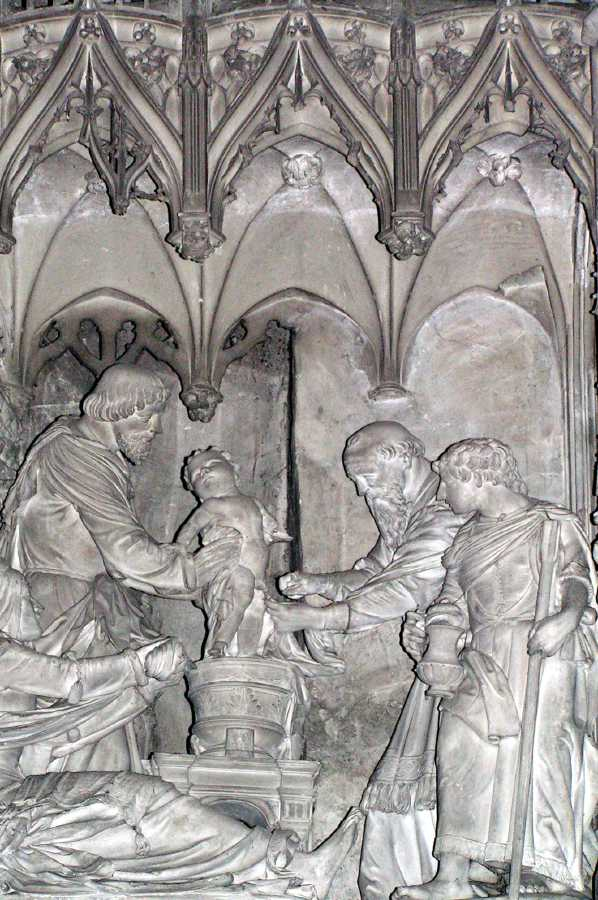
La circoncision de Jésus qui marque le début du calendrier chrétien. Sculpture de la cathédrale Notre-Dame de Chartres.

Si le calendrier commence avec la naissance du Christ, pourquoi l'année ne commence-t-elle pas elle aussi le jour de sa naissance ?
Dans le judaïsme, la circoncision a lieu au huitième jour du nouveau-né mâle, en présence de dix hommes adultes (miniane) et elle est un rite fondateur. Elle marque l'entrée de celui-ci dans la communauté des hommes.
Dans le christianisme, la circoncision de Jésus était célébrée chaque année le 1er janvier (sept jours après la naissance du Sauveur fixée symboliquement au 25 décembre) et commémorée le début de l'an 1. Cette date est inscrite jusqu'en 1970 dans le calendrier catholique romain. Le Saint Prépuce fut même une relique vénérée, mais aujourd'hui récusée. Le début du calendrier chrétien est ainsi profondément ancré dans la tradition juive, même si  le catholicisme a modifié le contenu des offices du 1er janvier, aujourd'hui dédié à la Vierge Marie.
L'orthodoxie regroupe sous l'expression de "Théophanie du Sauveur" les trois évènements : naissance (et adoration des mages), présentation (et/ou circoncision au Temple), et baptême dans le Jourdain. Cette fête est fixée non au 25 décembre, mais, selon les rituels, au premier dimanche de janvier, et le plus traditionnellement le 6 janvier, date où l'Église catholique fêtait l'adoration des Mages, avant de placer cette fête au premier dimanche de l'année pour éviter qu'elle ne sombre dans la désaffection en devenant une fête de semaine inaccessible aux fidèles salariés. Les églises issues de la Réforme, lorsqu'elles célèbrent Noël, le font selon le calendrier catholique dont elles se sont détachées.
Dans la liturgie catholique (qui est le comput temporel catholique), le début de l'année n'est marqué ni par Noël, ni par le premier jour de janvier. Chaque année liturgique commence avec l'Avent, qui représente l'attente du triple avènement du Sauveur : dans la chair à Nazareth, dans l'âme en chaque homme, dans la gloire à la fin des temps. Si les trois sont les dimensions réelles de la fête de Noël (voir le Sermon de saint Léon pour la Nativité), le premier concerne plus directement la Nativité, le second le temps « ordinaire » et le dernier la fête du Christ Roi, célébrée le dernier dimanche de novembre.